# 호조마치역
호조마치역(일본어: 北条町駅)은 일본 효고현 가사이시에 위치한 호조 철도 호조 선의 철도역이다. 본 노선의 종점인 동시의 대표역이다.

## 역사
- 1915년 3월 3일: 반슈 철도 아오 ~ 당역 간의 개통과 동시에 영업 개시, 여객 및 화물의 취급 개시.
- 1974년 10월 1일: 화물 취급 폐지.
- 1985년 4월 1일: 호조 철도의 역이 됨.
- 2001년 11월 20일: 0.1km 남쪽으로 이전, 신역사 사용 개시.

## 역 구조
단선 승강장 1면 1선을 가진 지상역이다. 동쪽에 안전 측선(유치선으로 이용) 서쪽에 수선실로 이어지는 분기선이 매설되어, 야간 주박도 설정되어 있다. 역 입구에 대기실이 있다.
호조 철도의 본사가 병설된 유인역이지만, 정기권, 회수권 이외의 일반 여객은 기본적으로 차내에서의 현금 계산이기 때문에, 역 구내에 자동 매표기와 자동 개찰의 설비가 없고, 역무원의 개표 업무도 없다.
ATS설치가 완료되었고, 남녀별 수세식 변소가 놓여져 있다.
역사는 2층이고, 1층에는 관광 안내소가 병설되어, 현관 옆의 엘리베이터 타워 및 바깥 계단에서 아스티아 화재와 보행자 데크로 연결되고 있다. 또한, 아스티아 화재는 2001년까지 호조마치 역이 있었던 곳이다.

## 역 주변
- 아스티아 화재
- 이온 몰 가사이 호조
- 미쓰이 스미토모 은행 호조 지점
- [[미나토 은행 가사이 지점
- 가사이 상공 회의소
- 하리마추오 복지 전문학교
- 다마오카 사적 공원 다마오카 고분군
- 가사이 시청
- 가사이 시민 회관
- 시립 가사이 병원
- 효고 현립 플라워 센터
- 효고 현립 하리마 농업 고등학교
- 효고 현립 호조 고등학교
- 가사이 시립 호조 중학교
- 가사이 시립 호조 초등학교
- 가사이 시립 호조히가시 초등학교
- 가사이 시립 호조 유치원
- 가사이 시립 호조히가시 유치원
- 산요 전기 가사이 사업소
- 하리마 산요 공업
- 가사이 시 건강 복지 회관

## 인접역
| 호조 철도 호조 선      | 호조 철도 호조 선 | 호조 철도 호조 선 |
| ---------------------- | ----------------- | ----------------- |
| 하리마요코타 아오 방면 |                   | 시·종착역         |